# Det Tyske Riges forfatning af 1871
Det tyske riges forfatning (Verfassung des Deutschen Reiches) var forfatningen i Tyskland fra 1871 til 1919. Den blev efterfulgt af forfatningen af 1919 af samme navn, bedre kendt som Weimarforfatningen. Forfatningen er også blevet refereret til som Bismarcksche Reichsverfassung (Bismarcks rigsforfatning).
Det tyske Riges forfatning af 1871 var i realiteten en traktat mellem signaturstaterne, som bestod af Det nordtyske Forbund og fire sydtyske stater, som gjorde de fire stater til medlemmer af forbundet og gav det udvidede forbund en ny identitet som Det tyske Rige. Forfatningens tekst var baseret på Det nordtyske Forbunds forfatning og var udformet af Otto von Bismarck. Den foreskrev et føderalt, konstitutionelt monarki, ledet af en kejser, men hvor medlemsstaterne også beholdt deres egne styreformer og statsoverhoveder og besad en udstrakt grad af suverænitet. Mens Tyskland på føderalt niveau var et monarki, fandtes der dermed inden for den føderale stat både monarkier og republikker.

## Signaturstater
Forfatningen blev underskrevet af kongen af Preussen i hans egenskab af forbundspræsident for Det nordtyske forbund, kongerne af Bayern og Württemberg og storhertugerne af Baden og Hessen. Hessen nord for Main var allerede medlem af Det nordtyske Forbund, og gennem forfatningen blev også de sydlige dele indlemmet.
Medlemmerne af Det nordtyske Forbund, som blev del af Det tyske Rige var Preussen, Mecklenburg-Schwerin, Sachsen-Weimar, Mecklenburg-Strelitz, Oldenburg, Braunschweig-Lüneburg, Sachsen-Meiningen, Sachsen-Altenburg, Sachsen-Coburg-Gotha, Anhalt, Schwarzburg-Rudolstadt, Schwarzburg-Sondershausen, Waldeck-Pyrmont, Reuss (ældre linje), Reuss (yngre linje), Schwarzburg-Lippe, Lippe, Lübeck, Bremen og Hamburg.